# Rue Sainte-Hélène (Longueuil)
Pour les articles homonymes, voir Rue Sainte-Hélène.
La rue Sainte-Hélène est une artère de Longueuil sur la Rive-Sud de Montréal.

## Situation et accès
La rue Sainte-Hélène débute face au dépôt à neige de la ville de Longueuil à l'intersection du boulevard Jacques-Cartier comme rue à une voie par direction. À partir du boulevard Desaulniers, elle est à deux voies par direction jusqu'à sa fin à la hauteur de la rue Saint-Laurent où elle devient une bretelle d'accès au pont Jacques-Cartier. Elle était la principale artère de l'ancienne ville de Montréal-Sud annexée à Longueuil en 1961.

## Origine du nom
La rue Sainte-Hélène a été nommée soit en raison de sa proximité de l'Île Sainte-Hélène ou encore en l'honneur de Jacques Le Moyne, sieur de Sainte-Hélène (1659-1690), deuxième fils de Charles Le Moyne le fondateur de Longueuil.

## Historique
Cette voie de communication traversait un quartier de la municipalité de la paroisse de Saint-Antoine de Longueuil, dénommé autrefois parc Sainte-Hélène. 

## Bâtiments remarquables et lieux de mémoire

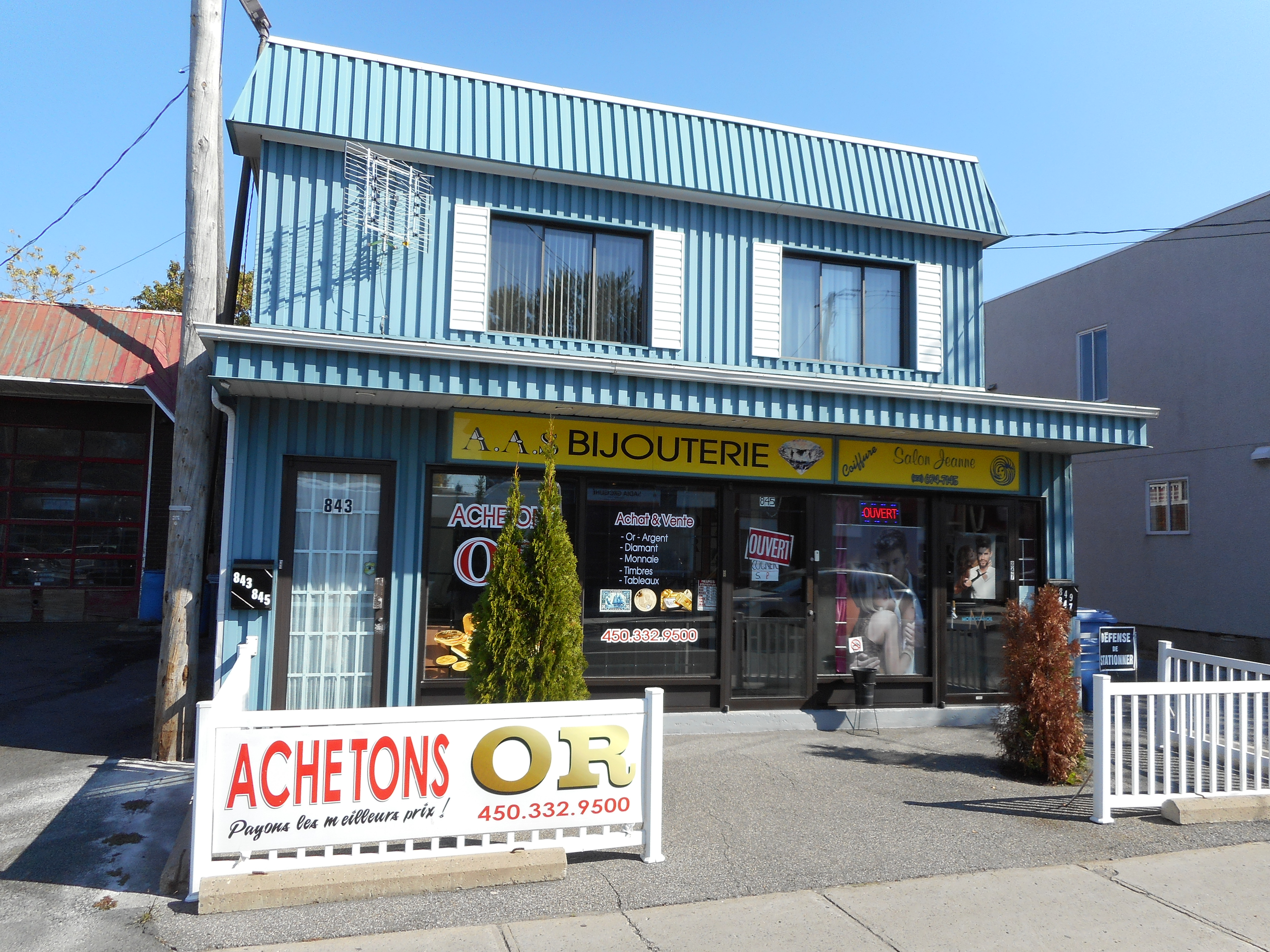
843-845, rue Sainte-Hélène
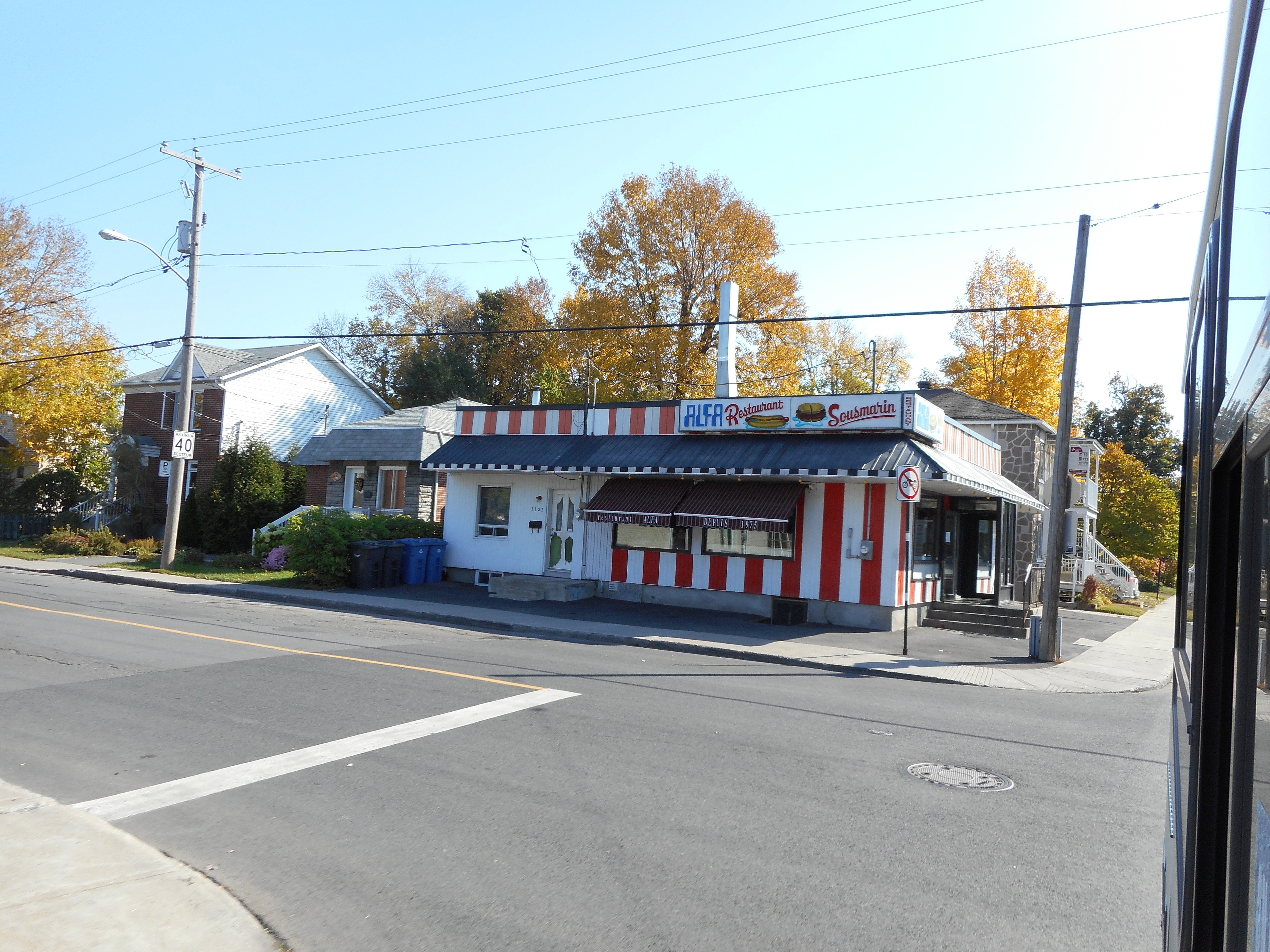
951, rue Sainte-Hélène
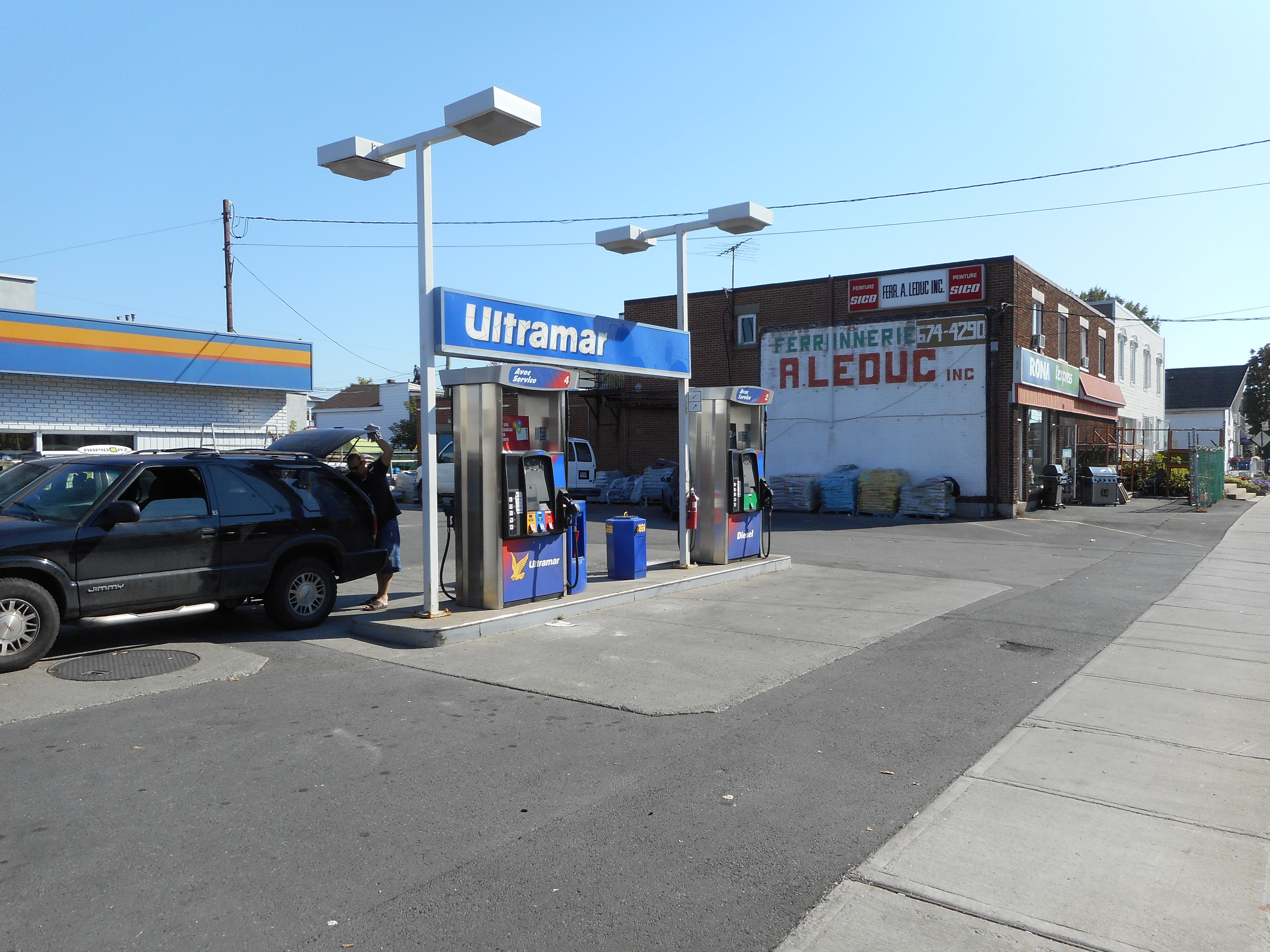
1917, rue Sainte-Hélène